# Istmo de Ceuta
El istmo de Ceuta es el istmo de la península de La Almina de Ceuta.

## Descripción
Se encuentra en el extremo occidental de la península de La Almina, situada en el estrecho de Gibraltar. Fue una isla desde la Edad Media al aprovecharse que esta estaba rodeada por el océano Atlántico al norte y el mar de Alborán, parte más occidental del mar Mediterráneo al sur, y separarse por el oeste del resto de la tierra, de África, de la península de Tingitania, por el Foso del Agua y por el este de la península de La Almina por el Foso de la Almina, hoy bajo el Mercado Central.

## Monumentos y lugares de interés
- Primera Línea de las Murallas Reales:  de la época árabe (711-1415) las más interiores, sufriendo posteriores modificaciones, siendo la parte más importante construida por los portugueses y reconstruidas por los españoles en los años 1674 y 1705. En la actualidad, las Murallas Reales acogen una de las sedes del Museo de la Ciudad, concretamente, en el llamado Revellín de San Ignacio. Se completan además, con unas galerías subterráneas, excavadas para la defensa de la ciudad y la Puerta de la Ribera y Escudo de Portugal.

- Murallas del Paseo de las Palmeras: lienzo norte de las antiguas murallas de la ciudad, con Torreón de San Miguel.

### Plaza de África
En su centro se encuentra el Monumento a los Caídos en la guerra de África, erigido a los caídos en la Guerra de 1859-60. Su altura es de 13,50 metros, en la parte baja tiene interesantes bajorrelieves en bronce, realizados por Susillo. Posee una cripta que no tiene acceso libre. 
En ella se sitúan:    
- Catedral: bajo la advocación de la Asunción de la Virgen, fue construida sobre una mezquita de la época de dominación árabe (711-1415). Durante el sitio de los treinta años fue hospital de sangre. La última remodelación es de 1949. Destacan la Capilla del Santísimo con un retablo barroco y los frescos de Miguel Bernardini, además de tres grandes lienzos y la imagen de la Virgen Capitana de origen portugués (siglo XV). Con portada neoclásica de mármol negro. Interior con tres naves, con gran coro en la parte delantera.

- Santuario e iglesia de Santa María de África: construido en el siglo XV, con posteriores reformas, siendo la más importante la del siglo XVIII. Contiene la muy venerada imagen de la Virgen de África, donada por el infante Enrique el Navegante. Detrás de ella, en el paseo de las Palmeras se sitúa el Monumento al Tte. Coronel González Tablas

- Palacio de la Asamblea de Ceuta

### Gran Vía de Ceuta
- Basílica Tardorromana con su museo anexo. Es datada a mediados del s. IV d. C.

Frente de La Almina